# Besatzungskind

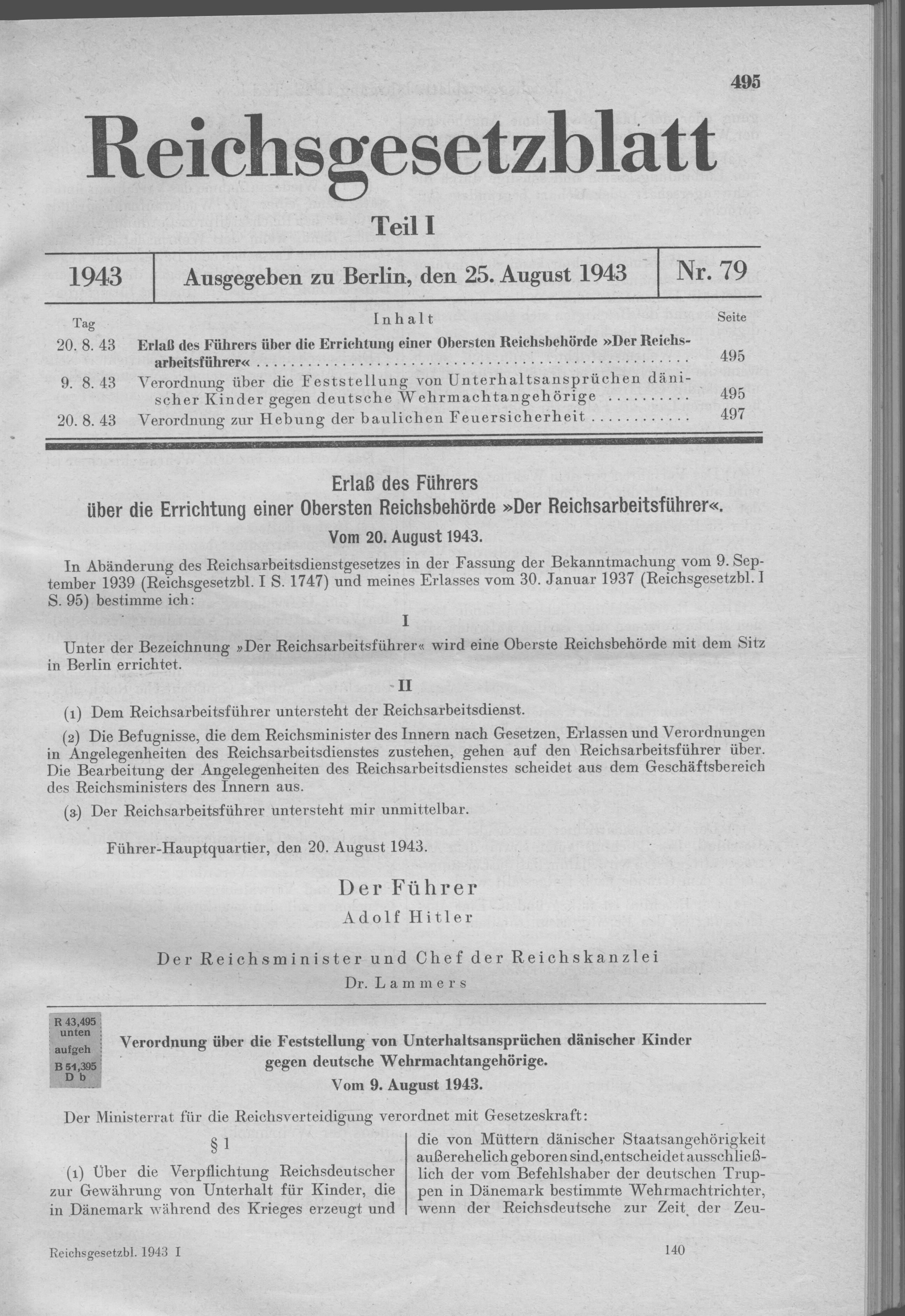
Verordnung über die Feststellung von Unterhaltsansprüchen dänischer Kinder gegen deutsche Wehrmachtangehörige vom 9. August 1943

Als Besatzungskinder bezeichnet man Kinder, die der Verbindung einer einheimischen Frau mit einem Besatzungssoldaten entstammen. Besatzungskinder wurden in nahezu allen Kriegs- oder Nachkriegsbesatzungszeiten gezeugt. Breitere Aufmerksamkeit widerfährt ihnen zum ersten Mal seit den beiden Weltkriegen in Europa; ihr sozialer Sonderstatus sowie der ihrer Mütter ist öffentlich bekannt und Gegenstand wissenschaftlicher Untersuchungen. Ihr Schicksal ist häufig mit gravierenden Tabuisierungen in ihrem familiären und sozialen Umfeld verbunden.
Viele heute lebende Besatzungskinder sind sogenannte Wehrmachtskinder: Sie wurden in den Ländern gezeugt, die das Deutsche Reich während des Zweiten Weltkriegs besetzt hielt. In den Jahren nach 1945 wurden in den Besatzungszonen, vor allem in Japan, Deutschland und Österreich, viele Kinder von den jeweiligen Besatzungssoldaten gezeugt, vor allem von Soldaten der US Army, der Roten Armee, der British Army und der Französischen Armee.

## Diskriminierung der Mütter und Kinder

### 19. Jahrhundert
In der zwischen 1773 und 1858 großteils von Johann Georg Krünitz geschaffenen deutschsprachigen Oeconomischen Encyclopädie werden zum Begriff „Kind“ folgende Komposita aufgeführt, die eine soziale Einschätzung beinhalten: „Beykind“, „Findelkind“, „Frühkind“, „Hofkind“, „Hurkind“, „Jungfernkind“, „Kebskind“, „Kirchspielskind“, „Mantelkind“, „natürliches Kind“, „Pflegekind“, „uneheliches Kind“, „Ziehkind“.
Zu „Hurkind“ wird ausgeführt: „Das Hurkind, in der harten Sprechart.
- Im engsten Verstande, ein von einer öffentlichen Hure erzeugtes Kind, oder ein außer der Ehe erzeugtes Kind, dessen Vater die Mutter nicht mit Gewissheit anzugeben vermag, ein Bankart, französisch ‚Fils de putain‘.
- In weiterer Bedeutung, ein uneheliches Kind, ein außer der Ehe erzeugtes Kind, dessen Vater aber bekannt ist, ein natürliches Kind (d. i. ein Kind, welches bloß aus einem natürlichen Bedürfnisse, bloß nach dem Stande der Natur, ohne Beobachtung der bürgerlichen Ordnung gezeuget worden) in der deutschen Bibel Hurenkind, mit anständigern Ausdrücken Bastard, ein Beykind, Kebskind, Jungfernkind, wenn die Mutter vorher nicht verheurathet gewesen, im Altfries. ‚Hornink‘, ‚Hörning‘; ehedem ein Liebkind, oder Liebeskind, ein Stichling, lateinisch ‚Infans adulterinus‘, ‚nothus‘ oder ‚spurius‘, ‚Filius naturalis‘, französisch ‚Bâtard‘, ‚Enfant naturel‘. Ein vor der priesterlichen Einsegnung gezeugtes uneheliches Kind, wird, mit einem größtentheils veralteten Worte, ein Mantelkind genannt […].“

Zu den späteren Komposita gehören die Schweizer Verdingkinder, die Schwabenkinder, die Schlüsselkinder und die am ehesten zu den „Hurkindern“ zu zählenden „Besatzungskinder“. Damit ist auch gleichzeitig gesagt, dass außereheliche Kinder von fremden Soldaten nie eine Sonderrolle spielten, obwohl sie mit Gewissheit immer wahrgenommen wurden. Denn die Geschichte der Kriege ist, wie die neuere Kriegs- und Zivilisationsforschung zeigt, von der Geschichte der Zivilisation nicht zu trennen, so dass in der Kriegführung ein immer auch in Kultur eingebettetes Bild von Männer- und Frauenrolle zum Ausdruck kommt.
Susan Brownmiller zitiert Dschingis Khan als „heroischen Vergewaltiger“, der zum Ausdruck brachte, was Krieg für ihn bedeutete: „Die höchste Aufgabe im Leben des Mannes besteht darin, den Widerstand seiner Feinde zu brechen, sie vor sich herzutreiben, all ihren Besitz zu nehmen, das Wehklagen ihrer Lieben im Ohr zu haben, ihre Pferde zwischen die Schenkel zu nehmen und die begehrenswertesten ihrer Frauen zu umarmen.“
Eine vielzitierte Beschreibung des Rheins als „der großen Völkermühle“ und als „der Kelter Europas“ gibt Carl Zuckmayer im ersten Akt seines Schauspiels Des Teufels General von 1946/1966, indem er sich über den Ariernachweis lustig macht und das Schicksal von Besatzungskindern glorifizierend ins Anekdotische wendet: „Da war ein römischer Feldhauptmann, ein schwarzer Kerl, braun wie ne reife Olive, der hat einem blonden Mädchen Latein beigebracht. Und dann kam ein jüdischer Gewürzhändler in die Familie, das war ein ernster Mensch, der ist noch vor der Heirat Christ geworden und hat die katholische Haustradition begründet. Und dann kam ein griechischer Arzt hinzu, oder ein keltischer Legionär, ein Graubündner Landsknecht, ein schwedischer Reiter, ein Soldat vom Elsass, ein dicker Schiffer aus Holland, ein Magyar, ein Pandur, ein Offizier aus Wien, ein französischer Schauspieler, ein böhmischer Musikant – das alles hat am Rhein gelebt, gerauft, gesoffen und gesungen und Kinder gezeugt und – und der Goethe, der kam aus demselben Topf, und der Beethoven, und der Gutenberg, und der Matthias Grünewald, und – ach was, schau im Lexikon nach. Es waren die Besten, mein Lieber! Und warum? Weil sich die Völker dort vermischt haben. Vermischt – wie Wasser aus Quellen und Bächen und Flüssen, damit sie zu einem großen Strom zusammenrinnen. Vom Rhein – das heißt: vom Abendland. Das ist der natürliche Adel. Das ist ‚Rasse‘.“

### 20. Jahrhundert
Unabhängig von zu Schwangerschaft führenden Vergewaltigungen sind Frauen, die sich mit dem „Feind“ einließen, im 20. Jahrhundert in Belgien, Dänemark, Deutschland (siehe auch Rheinlandbastard), Frankreich, Holland, Italien, auf Jersey, in Norwegen (vgl. Tyskerbarn) und Spanien (franquistische Soldaten vergewaltigten und schoren Frauen, denen sie Verbindungen mit den Republikanern im Spanischen Bürgerkrieg unterstellten) registriert und diskriminierender Rache unterworfen worden. Für die NS-Führung waren die Besatzungskinder eine nicht zu übersehende Tatsache, die in Nord- und Westeuropa wegen des „rassisch wertvollen“ Bevölkerungszuwachses begrüßt werden konnte. Als „rassisch unerwünscht“ galten hingegen zunächst Kinder aus deutsch-sowjetischen Verbindungen, ehe auch sie „als wertvoller Ersatz für die kriegsbedingt ausgefallenen Geburten“ erfasst werden sollten. Neben ihren russischen Vornamen sollten sie, wie den Juden die zusätzlichen Vornamen „Israel“ und „Sarah“ gegeben wurden, die Vornamen „Friedrich“ oder „Luise“ tragen. Wenig ist bisher darüber bekannt, wie die Sowjetunion mit den sowjetischen Gefährtinnen von Deutschen und ihren Kindern umging, außer dass sie in unbekannter Zahl nach Sibirien geschickt oder erschossen wurden. Frankreich hielt nach dem Ersten Weltkrieg das Rheinland und Teile von Hessen besetzt – auch durch schwarze Kolonialregimenter (siehe „Alliierte Rheinlandbesetzung“ und Ruhrbesetzung 1923). Wenn eine Frau ein schwarzes Baby gebar, wurde dies im Volksmund auch Rheinlandbastard oder „schwarze Schmach“ genannt.

## Wehrmachtskinder im Zweiten Weltkrieg
Die Zahl der deutschen „Wehrmachtskinder“ zwischen 1939 und 1945 dürfte europaweit zwischen einer und zwei Millionen liegen.
Für Ebba D. Drolshagen ist der Begriff „Besatzungskind“ so sehr auf die deutsche und österreichische Nachkriegszeit fixiert, dass sie für die europaweit von deutschen und damit auch österreichischen und volksdeutschen Soldaten bis 1945 gezeugten Kinder den Begriff „Wehrmachtskinder“ vorzieht. Denn die von manchen benutzte Bezeichnung Kriegskind trifft für sie den Sachverhalt auch nicht, weil damit jedes Kind gemeint ist, das in Kriegszeiten geboren wird oder heranwächst.
Dass sie zuerst 1998 mit ihrem Buch Nicht ungeschoren davonkommen und ausführlicher 2005 an die „Wehrmachtskinder“ erinnern musste, führt sie auf die lange aufrechterhaltene „Begriffsstutzigkeit“ der Deutschen zurück: „Die schlichte Wahrheit ist, dass wir Deutsche sozusagen mit ganz Europa versippt und verschwägert sind, denn wir haben überall Brüder und Schwestern, Nichten und Neffen, Cousins und Cousinen.“

### Belgien
Die Zahl der Wehrmachtskinder in Belgien („Kuckuckskinder“) aus den Landesteilen Flandern und Wallonien wird auf 20.000 bis 40.000 geschätzt. Darunter sind auch die Kinder, die im Lebensbornheim „Foyer Ardennen“ in Wégimont bei Lüttich geboren wurden.
Das erste belgische Kriegskind, die 1942 geborene Belgierin Gerlinda Swillen, erhielt innerhalb dreier Monate nach Antragstellung im Juli 2010 die deutsche Staatsangehörigkeit.

### Dänemark
Die Zahl der Besatzungskinder in Dänemark wird auf 18.000 geschätzt.

### Finnland
Finnland war seit seiner Unabhängigkeit nie fremdbesetzt. Die Zahl der finnischen Kinder, die als Vater einen in Finnland stationierten Wehrmachtssoldaten hatten, wird auf 4.000 geschätzt, diese wurden von 1940 bis 1946 geboren. Nach Kriegsende wurden die Kinder „versteckt“, weil sie unerwünscht waren. Es gibt einen Verein der Wehrmachtssoldatenkinder in Finnland. In Lappland, einer Region mit damals etwa 180.000 Einwohnern, waren mehr als 200.000 Wehrmachtsoldaten stationiert.
Finnische Truppen kämpften im Fortsetzungskrieg (1941–44) an der Seite von Wehrmacht-Truppen, die teils in Finnland stationiert waren.

### Frankreich
Die Zahl der Wehrmachtskinder und Kinder deutscher Kriegsgefangener in Frankreich in den Jahren von 1941 bis 1949 wird auf 75.000–200.000 geschätzt.
Inzwischen kann zum Beispiel für Frankreich nach Jahrzehnten des Beschweigens (Tabu) festgestellt werden, dass sich der Status der Frauen, die der Horizontalen Kollaboration bezichtigt wurden, und ihrer als „Enfants maudits“ (verdammte Kinder) oder „Bâtards de Boche“ (Bastarde eines Boche) verunglimpften Kinder sehr verändert hat: aus schwarzen Schafen wurden Opfer. In den in Frankreich sehr verbreiteten Comics wurde 2009 ein zweibändiger Titel „L’Enfant Maudit“ veröffentlicht.
Seit 2005 gibt es den Verein „Amicale Nationale des Enfants de la Guerre“ (A.N.E.G.). Er hat sich in seiner Satzung der Hauptaufgabe gestellt, den Besatzungskindern einer französischen Mutter und eines deutschen Vaters bei der Suche nach ihren Wurzeln zu helfen. Ferner haben sich seine Mitglieder auch die Aufgabe gestellt, sich um die Besatzungskinder zu kümmern, die einen französischen Vater und eine deutsche Mutter haben. Diese wurden in der Regel nach 1945 gezeugt, als französische Soldaten die Französische Besatzungszone inklusive des Saarlands besetzt hielten.
Es gab folgende Konstellationen, wie französische Besatzungskinder mit einem französischen Elternteil gezeugt wurden. Entweder die Mutter war Französin und bekam mit einem deutschen Soldaten in Frankreich oder als freiwillige Arbeiterin in Deutschland ein Kind. Oder der Vater war Franzose und kam als Kriegsgefangener in ein Stalag für Mannschaften oder Oflag für die Offiziere und arbeitete dann (auf einem Bauernhof, im Handwerk, in einer Fabrik) oder kam als freiwilliger Arbeiter oder Zwangsarbeiter und bekam mit einer Deutschen oder einer Frau anderer Nationalität ein Kind. Auch für einen Soldaten der französischen Besatzungsmacht in Deutschland war die sexuelle Begegnung mit einer Deutschen möglich. Unterlagen über die Väter sind in verschiedenen Archiven verstreut. Weiterhin zeugten die deutschen Kriegsgefangenen in der Nachkriegszeit in Frankreich Kinder.
Ein weiterer französischer Verein mit einer Suchrubrik (Recherches) für französische Besatzungskinder ist „Coeurs Sans Frontières/Herzen ohne Grenzen“.
Erfolgreiche französisch-deutsche Familienzusammenführungen am Beispiel von französischen Besatzungskindern sind Thema der beiden Filme mit dem Titel „Feindeskind“ bzw. „Besatzungskinder“, in denen die Phasen von der Suche bis zur Familienzusammenführung aus Sicht der beteiligten Geschwister dargestellt wird.
Dank der Initiative von Bernard Kouchner (vom 18. Mai 2007 bis 14. November 2010 französischer Außenminister und Minister für Europäische Angelegenheiten in der Regierung von François Fillon) und der Einwilligung der Bundesregierung können die Besatzungskinder der Deutschen in Frankreich von einst seit 2009 die doppelte Staatsbürgerschaft beantragen. Es handelt sich dabei um eine Ermessenseinbürgerung nach § 14 Staatsangehörigkeitsgesetz (StAG), und die Einbürgerung erstreckt sich nicht auf die Kinder oder Enkel des Eingebürgerten. Binnen eines Jahres wurden etwa 60 solcher Einbürgerungsanträge gestellt, über 30 wurden bewilligt. Der 'Nationale Freundeskreis der Kriegskinder' fordert, dass aus der deutsch-französischen Sonderregelung eine europäische Regelung wird. Im Juni 2010 kam es bei Stuttgart zu einem deutsch-französischen Familientreffen besonderer Art; dort wurde diese Forderung bekräftigt.

### Niederlande
Die Zahl der Besatzungskinder in den Niederlanden wird auf 20.000 geschätzt. Die Wehrmachtsangehörigen in den Niederlanden, die mit niederländischen Frauen Beziehungen eingingen, wurden kriegsbedingt oft schon nach kurzer Zeit in andere Länder abkommandiert. Frauen, die aus diesen Beziehungen schwanger wurden, konnten in Heimen in Amsterdam entbinden. Die Familienzusammenführung nach dem Zweiten Weltkrieg war schwierig. Kinder wurden oft nicht über ihre Herkunft aufgeklärt.

### Norwegen
Die Zahl der Besatzungskinder in Norwegen wird auf 10.000 bis 12.000 geschätzt. Davon wurden 8.000 durch die deutsche Besatzungsmacht registriert. Nach dem Krieg gab es Versuche Norwegens, die Kinder als Arbeitersklaven nach Australien zu verkaufen. Es gibt einen Norwegischen Kriegskinderverband. Siehe Tyskerbarn.

### Baltische Länder, Polen, Sowjetunion und Balkan
Am unaufgeklärtesten blieb bisher die Situation von Kindern, die während des Krieges zwischen 1939 und 1945 in den slawischen und baltischen Ländern von deutschen Soldaten gezeugt wurden. Das Schicksal von Besatzungskindern in der Sowjetunion behandelt Regina Mühlhäuser u. a. in einem Kapitel ihres 2010 erschienenen Buches Eroberungen. Sexuelle Gewalttaten und intime Beziehungen deutscher Soldaten in der Sowjetunion 1941–1945. Die Nationalsozialisten betrachteten diese Kinder vor allem als Gefährdung der rassistischen, „volksgemeinschaftlichen“ Ordnung; zugleich gab es jedoch auch Überlegungen, sie als Humanressource ökonomisch und militärisch nutzbar zu machen. Die Zahl der im Bereich der „Ostfront“ geborenen Kinder deutscher Wehrmachtssoldaten wird auf eine Million Kinder geschätzt.

### Exkurs: Kriegskinder in Deutschland
Während des Zweiten Weltkriegs wurden sowohl Kriegsgefangene in Deutschland mit Frauen der deutschen Bevölkerung als auch deutsches Aufsichtspersonal mit Zwangsarbeiterinnen in Deutschland Väter von Kriegskindern.

## Besatzungskinder nach dem Zweiten Weltkrieg

### Deutschland
In Deutschland wurden während des Zweiten Weltkrieges und in der darauf folgenden Besatzungszeit zahlreiche Kinder gezeugt, sowohl durch Vergewaltigungen als auch einvernehmlich im Rahmen von Liebesbeziehungen. Schätzungen von 2015 gehen für 1945–55 von mindestens 400.000 Kindern aus, davon 300.000 mit sowjetischen Vätern. Eine Erhebung des Statistischen Bundesamts aus dem Jahr 1956 nennt 67.753 seit dem Jahr 1945 aus unehelichen Beziehungen mit alliierten Soldaten hervorgegangene Kinder in der Bundesrepublik und West-Berlin, die vormundschaftsrechtlich aktenkundig waren. 7 % bzw. 4776 von ihnen wurden als „farbiger Abstammung“ klassifiziert. 13 % von letzteren waren zu diesem Zeitpunkt zur Adoption freigegeben. 3491 der Kinder so genannter „farbiger Abstammung“ stammten von amerikanischen, 1131 von französischen Vätern.
Vielen Soldaten war ein Fraternisierungsverbot auferlegt; es wurde später gelockert, aufgehoben oder ignoriert.
Zu den Kriegsfolgen in Deutschland gehörte, neben Armut und Hunger, auch, dass viele Mütter ihre Kinder allein erziehen mussten, da die deutschen Väter sich entweder in Kriegsgefangenschaft befanden oder gefallen waren. Vor diesem Hintergrund konnte Prostitution für Frauen ein Weg sein, sich und ihre Familien zu ernähren; „Überlebensprostitution“ wurde dies genannt.
Die alliierten Streitkräfte waren mehrere Jahre lang nach dem Zweiten Weltkrieg in Deutschland stationiert. Im Buch „GIs and Fräuleins“ von Maria Höhn werden 66.000 Besatzungskinder von Soldaten der alliierten Truppen für den Zeitraum 1945–1955 genannt:
- Amerikanischer Elternteil: 36.334
- Französischer Elternteil: 10.188
- Britischer Elternteil: 8.397
- Sowjetischer Elternteil: 3.105
- Belgischer Elternteil: 1.767
- andere/unbekannt: 6.829

In Deutschland und Österreich wurden viele Besatzungskinder in der Nachkriegszeit 1945 bis etwa 1955 geboren.
Die politische Behandlung des Themas konzentrierte sich in den frühen 1950er Jahren zunächst auf die rechtlich schwierige Eintreibung von Unterhaltszahlungen bei Soldaten der Besatzungsmächte. Das Ende der Besatzungsstatuts 1955 erleichterte diesen Vorgang formaljuristisch, was jedoch in der Praxis kaum Auswirkungen hatte.

#### Sowjetische Besatzungszone
Zunächst gab es keine Regelungen über den Umgang der sowjetischen Soldaten mit deutschen Frauen. Von Seiten der deutschen Eltern wurden die Beziehungen ihrer Töchter mit Misstrauen gesehen. Ab 1947 wurden den sowjetischen Soldaten alle privaten Kontakte mit deutschen Frauen untersagt. Sowjetische Soldaten, deren Umgang mit deutschen Frauen bekannt wurde, wurden von der Militärpolizei abgeholt und mussten zurück in die Heimat in ein Arbeitslager. Sowjetische Soldaten, die zu den US-Amerikanern überliefen oder sich bei Deutschen versteckten, wurden als Fahnenflüchtige behandelt, ihre Familien in der Sowjetunion in Sippenhaft genommen. Briefkontakte der versetzten sowjetischen Soldaten mit ihren ehemaligen deutschen Freundinnen wurden verboten. Abschiedsbriefe zur Beendigung der Beziehungen mussten geschrieben werden. Es gab schätzungsweise 100.000 Kinder von sowjetischen Soldaten und deutschen Frauen, sei es aus Vergewaltigung, sei es aus Liebesbeziehungen.

#### Amerikanische Besatzungszone
Die Soldaten der Westmächte wurden von der Bevölkerung überwiegend freundlicher empfangen als sowjetische Soldaten. Die US-Soldaten wurden durch Propagandafilme auf Deutschland vorbereitet. Zunächst war aus politischen Gründen keine Fraternisierung mit der deutschen Zivilbevölkerung erlaubt. Das Fraternisierungsverbot wurde jedoch gelockert. Mit fortwährender Dauer der Besatzungszeit und der Veränderung der Besatzungspolitik (Beginn des Kalten Krieges) entstanden viele Beziehungen zwischen einheimischen Frauen und Besatzungssoldaten. In Deutschland (West) wurden nach Schätzungen des Statistischen Bundesamtes etwa 100.000 Besatzungskinder, nach anderen Quellen über 220.000 Kinder allein aus Beziehungen mit US-Militärangehörigen geboren. Schätzungsweise 15.000 deutsche Frauen heirateten amerikanische Soldaten.

#### Besondere Lage der Brown Babies
Am auffälligsten und am gravierendsten für Mutter und Kind war die Situation, wenn der Vater ein britischer oder französischer Soldat schwarzafrikanischer Herkunft war oder ein afroamerikanischer Soldat der US-Streitkräfte. Hier zeitigte die rassistische Propaganda des „Dritten Reichs“ ihre Auswirkungen, betroffene Frauen wurden häufig als „Negerhuren“ beschimpft und auch die „Mischlingskinder“ begegneten verbreiteter gesellschaftlicher Ablehnung. (Der Spielfilm Toxi aus dem Jahr 1952 dokumentiert diese Ablehnung und ein gesellschaftlich akzeptables „Happy End“ – das Besatzungskind wird von seinem leiblichen Vater in die Vereinigten Staaten verbracht).
Das Fraternisierungsverbot für amerikanische Soldaten wurde im Oktober 1945 aufgehoben. Ab dann durften schwarze Soldaten mit deutschen (weißen) Frauen ausgehen. Im Jahr 1948 wurde die Rassentrennung in der US-Armee aufgehoben. Die amerikanischen Väter wurden z. B. nach Korea versetzt. Von den „Brown Babies“ wurden etwa 7.000 von schwarzen Adoptiveltern in den Vereinigten Staaten aufgenommen. Bei der Vermittlung der Adoptionen wirkten die deutschen Jugendämter mit. Wenn die deutsche Mutter die Adoptivfreigabe unterschrieb, hatte sie kein Recht mehr, nach dem Kind zu forschen. Die Kinder wurden von Frankfurt mit dem Flugzeug in die Vereinigten Staaten gebracht. Die Rassentrennung im Süden der Vereinigten Staaten wurde erst 1964 aufgehoben, so dass die Kinder wegen ihrer Hautfarbe auch dort diskriminiert wurden (Kraut, colored). Sie durften kein Deutsch mehr sprechen, wurden auch als Farm-Arbeitskräfte benutzt. Durch Zufall, Hinweis durch die Adoptiveltern oder durch Ahnenforscher gelang es einigen der Brown Babies, das Grab ihrer Mutter oder ihre deutschen Geschwister zu finden. Das Gefühl, nirgendwo hinzugehören, blieb.
Von 1951 an gab es ein Integrationsprogramm, bei dem verschiedene deutsche Verwaltungsstellen und die Gesellschaft für Christlich-Jüdische Zusammenarbeit Schulen und Lehrer auf die Einschulung der ersten Brown Babies vorbereiteten. Mehrere Weisungen von Schulbehörden an Schulen sollten zudem auf ein „kameradschaftliches Verhalten“ weißer Schüler ihren neuen Mitschülern gegenüber hinwirken. Eine ähnliche Initiative startete 1959 die Bundesanstalt für Arbeit mit Blick auf Ausbildungsbetriebe und ging zu diesem Zeitpunkt von rund 6.000 „farbigen“ Besatzungkindern aus.

#### Hamburg
Hamburg war von 1945 bis 1958 von britischen Truppen besetzt. Die Besatzung wurde durch Soldaten sowie zivile britische Bedienstete ausgeführt. Teilweise zogen die britischen Familien nach. Für die Briten arbeiteten in der Spitze rund 50.000 Hamburger im Büro, Haushalt und als Fahrer. Es ergaben sich rund 1.000 Ehen zwischen Briten und Hamburgern. Mindestens 700 uneheliche Besatzungskinder wurden geboren.

#### Französische Besatzungszone
Die Französische Besatzungszone wurde auf Grund der Konferenz von Potsdam am 14. Juli 1945 eingerichtet. Anfangs gab es Vergewaltigungen und Plünderungen. Es herrschte zunächst ein Fraternisierungsverbot. Jedoch wurden Ende 1945 außerdienstliche Kontakte zu den Deutschen erlaubt. Ein französischer Vater konnte sein Kind aus der Beziehung mit einer deutschen Frau anerkennen, durfte aber nicht heiraten. Versetzungen, z. B. nach Indochina, und mangelnde Unterstützung bei der Suche nach der ehemaligen deutschen Freundin waren Hindernisse für eine Familienzusammenführung. Besatzungskinder wurden in Heime abgeschoben.
Aus deutschen Kinderheimen wurden Kinder selektiert und hierbei auch anhand von eugenisch-biologistischen Kriterien dafür ausgewählt, als „Enfant d’État“ (Kind des französischen Staates) nach Frankreich gebracht und dort an adoptionswillige Eltern weitervermittelt zu werden.

### Österreich
Auch in Österreich war die Situation der Soldatenkinder stark von der jeweiligen Besatzungszone abhängig. Die Anzahl der Betroffenen dürfte österreichweit nach Forschungen bei etwa 20.000 Kindern mit einer hohen Dunkelziffer liegen, die in der Zeit von 1946 und 1953 geboren wurden. In Österreich galt es als diskriminierend, ein „Russenkind“ oder ein Brown Baby zu sein (bzw. für die Mütter, eines zu haben). Die Mütter bekamen keine finanzielle Unterstützung und lebten mit ihren Kindern unter schlechten wirtschaftlichen Bedingungen.
In Österreich wurden Frauen, die mit den Besatzungssoldaten ein Verhältnis eingingen, in der Bevölkerung »Amischickse« oder »Dollarflitscherl« tituliert und im Fall eines Dunkelhäutigen abfällig »Schokoladenmädchen« genannt.
Die Armeezeitung Stars and Stripes schrieb im April 1946, »pregnant Fräuleins« (pregnant = schwanger) dürften keine Unterstützung von den Militärbehörden erwarten: »Ein ›Kraft-durch Freude‹-Mädchen, das von der verbotenen Frucht gekostet hat, muss die Konsequenzen selbst auf sich nehmen.« Diese Politik verfolgen die Vereinigten Staaten bis in die Gegenwart.
Dunkelhäutiger Nachwuchs war für Österreich ein vollkommen neues Phänomen, wohingegen es im Rheinland – Franzosen hielten nach dem Ersten Weltkrieg das Rheinland durch farbige Kolonialregimenter besetzt – bekannt war und „schwarze Schmach“ oder Rheinlandbastard genannt wurde.
Dunkelhäutige Besatzungskinder aus Österreich im Alter von vier bis sieben Jahren wurden – wohl initiiert und organisiert von österreichischen Jugendämtern – in die Vereinigten Staaten geflogen und dort von Farbigen adoptiert.

## Vergewaltigungskinder

### Bosnien und Kroatien
Die seit den 1990er Jahren möglich gewordene unvoreingenommene Aufmerksamkeit erstreckte sich sehr schnell auf das Kriegsgeschehen im ehemaligen Jugoslawien, so dass Bosniakinnen und Kroatinnen, die in besonderen serbischen Vergewaltigungslagern mit dem Ziel vergewaltigt wurden, „Tschetnik-Kinder“ zu gebären, keinem Tabuschicksal ausgesetzt zu sein brauchten, wenn sie ihre Scham überwanden und bei entsprechenden Hilfsorganisationen Zuflucht finden konnten.

## Situation der Mütter, Kinder und Väter

### Schutz der Kinder
Das Bewusstsein davon, was Kindern an Ausgrenzung und Schikanierung durch das Schicksal ihrer Mütter widerfahren kann, hat 1989 zur Verabschiedung der Kinderrechtskonvention geführt. Seit 2008 ächtet der Sicherheitsrat der Vereinten Nationen außerdem sexuelle Gewalt als Kriegsverbrechen, was in der Zeit eine „historische Tat“ genannt wurde.

### Integration in eine neue Familie
Kinder, die infolge einer Vergewaltigung geboren werden oder einer „verbotenen“ Liebesbeziehung entstammen, droht, dass sie von ihrem Umfeld benachteiligt oder ausgegrenzt werden. Wenn ein neuer Partner der Frau oder andere Verwandte bereit sind, das Kind wissentlich als zur Familie gehörig anzuerkennen und anzunehmen, kann diese Stigmatisierung abgewendet werden.

### Unwissenheit der Kinder
Die Wehrmachtskinder wunderten sich, warum sie gegenüber ihren Geschwistern benachteiligt wurden, und erfuhren oft nur spät und per Zufall von ihrem Status:
- durch Bemerkungen von Schulkameraden, Verwandten oder Nachbarn,
- wenn sie amtliche Dokumente benötigten (z. B. Familienstammbuch) oder
- wenn ihre Mutter verstorben war.[60]

### Das Schweigen der Väter
Die Besatzungsmächte griffen oft zu rigorosen Maßnahmen, um Fraternisierungen mit der Bevölkerung der besetzten Gebiete zu verhindern. Betroffene Paare hielten ihre Beziehung wegen solcher Verbote und wegen der Stimmung in der Bevölkerung des besetzten Landes oft geheim. Die Väter von Besatzungskindern wurden vor Unterhaltsklagen aus den besiegten Ländern geschützt.
Die Verbindung von Seiten der Väter brach ab, wenn die Wehrmachtssoldaten plötzlich Marschbefehl erhielten, ohne sich verabschieden zu können. Im Krieg fielen einige der Väter, oder der Kontakt zu den Freundinnen und Besatzungskindern erlosch. In der Nachkriegszeit behinderten die Alliierten die Rückkehr deutscher Väter zu ihren früheren Freundinnen und deren Besatzungskindern. Verheiratete ehemalige Wehrmachtssoldaten verschwiegen nach Rückkehr in ihre deutsche Familie oft die Beziehungen zu ihren früheren Freundinnen.

### Das Schweigen der Mütter
Ab dem Kriegsende waren die Mütter mit Kindern von Besatzungssoldaten spontanen „Bestrafungen“ und „Strafprozessen“ durch die aufgebrachte Bevölkerung ausgesetzt. Sie wurden danach sozial und wirtschaftlich ausgegrenzt.
Der französische Historiker Fabrice Virgili beschäftigte sich seit den 1990er Jahren mit den zwischen 1943 und 1945 aufgetretenen Racheakten an Französinnen, denen ein zu enges Verhältnis mit einem deutschen Besatzer vorgeworfen wurde. Zu ersten Vorkommnissen des Scherens von Frauen sei es durch Résistance-Kräfte gekommen, die damit Kollaborations-Kreise warnen und an ihre nationalen Pflichten erinnern wollten. Flächendeckend sei das Haarescheren nach der Befreiung durch die Alliierten ab Juni 1944 geworden und sei von Mai bis Juli 1945 noch einmal verstärkt aufgetreten.
Sobald die Mütter der Besatzungskinder Männer aus ihrem Heimatland heiraten konnten, wurden sie von ihrem Umfeld wieder geachtet und nicht mehr als alleinerziehende Mütter stigmatisiert. Im Buch der ANEG beschreibt die ehemalige Freundin eines Wehrmachtssoldaten in Frankreich, wie sie gerade noch dem Kahlscheren des Kopfes entgehen konnte, und welches Trauma auf ihren Beziehungen und ihrem Berufsleben lastete. Einige Mütter verstarben bereits während des Krieges. Einige Mütter gaben ihre Wehrmachtskinder in Heime. Andere versuchten, sich mit ihrem neuen Partner, den gemeinsam gezeugten Kindern und dem Wehrmachtskind zu arrangieren (siehe auch „Patchworkfamilie“).
Das späte Suchen von Besatzungskindern nach dem leiblichen Vater war meist schwierig und (trotz langer Suche) oft ergebnislos.

## Suche der Besatzungskinder nach ihren Vätern
Seit Oktober 2007 besteht das Netzwerk der Europäischen Kriegskinder „Born Of War – international network“. Jedes Jahr treffen sich diese nationalen Kriegskindervereine in Berlin zum Gedankenaustausch und zur Erarbeitung von Positionen. Im Rentenalter wollen viele Besatzungskinder aus dem Zweiten Weltkrieg endlich (ohne beruflich oder familiär noch eingeschränkt zu sein) die Suche nach ihren Wurzeln vorantreiben. Oft sind die Kinder der Väter aus der entsprechenden deutschen Familie ebenfalls an einem Familien- bzw. Nachkommenkontakt interessiert. Ein Großteil der Öffentlichkeit hat Verständnis und Mitgefühl für die Menschen, die insgeheim leiden mussten. Nur wenige Väter sind noch am Leben. Die Mehrzahl der Mütter hat nach familiären oder nachbarschaftlichen Demütigungen ihre Kinder zeitlebens über deren Herkunft im Unklaren gelassen.

### Kinder aus der Zeit des Zweiten Weltkriegs

#### Suche in deutschen Archiven
In Deutschland befinden sich mehrere zentrale Datensammlungen:
- Der militärische Weg der Wehrmachtssoldaten kann bei der Deutschen Dienststelle (WASt) erfragt werden.
- Das Bundesarchiv-Militärarchiv in Freiburg hat einige Kopien von Personalakten und für jede Einheit der Wehrmacht „Kriegstagebücher“, in denen die Bewegungen und Verluste pro Tag protokolliert wurden.
- Die Akten über Parteimitgliedschaften im Dritten Reich, die früher im Berlin Document Center aufbewahrt wurden, befinden sich jetzt im Bundesarchiv, Dienstort Berlin-Lichterfelde. Recherchen können dreißig Jahre nach dem Tod der gesuchten Person in Berlin-Lichterfelde durchgeführt werden. Als Angaben werden benötigt Name, Vorname, Geburtsdatum sowie Angaben zu Beruf und Tätigkeit.[65]
- Der Volksbund Deutsche Kriegsgräberfürsorge hat eine online abfragbare Gräberdatei der im Krieg Gefallenen.[66]

#### Belgien
Am Beginn der Suche sollte immer die Einsicht in die komplette Geburtsakte (nicht nur Auszug) stehen. Weiter ist zu prüfen, ob es eine Urkunde der Nationalsozialistischen Volkswohlfahrt, Auslandsorganisation – Amt für Volkswohlfahrt und Winterhilfswerk (1941–1944) über Unterhaltszahlungen, alte Fotos mit Widmung oder private Briefe gibt.

### Kinder aus der Zeit der Kriegsgefangenschaft

#### Suche nach Vätern aus Frankreich
Kinder, deren Mütter vertrieben wurden, haben es besonders schwer, an Berichte oder Unterlagen aus dem früheren Arbeitsumfeld, Wirkungs- und Bekanntenkreis ihrer Mütter zu kommen. Datenmaterial für Schlesien hat die Vereinigung Sudetendeutscher Familienforscher e. V. (VSFF) mit dem Sudetendeutschen Geologischen Archiv (SGA) in Regensburg.
Für Kinder und Enkel von französischen Kriegsgefangenen bieten sich verschiedene Wege. Auch Kriegsgefangene wurden oft systematisch erfasst, und es existieren noch Unterlagen in den Archiven. In Paris befindet sich ein Archiv für die Suche nach dem unbekannten Vater. In Frankreich befindet sich in Caen ein Archiv der französischen Armee. In La Courneuve befindet sich ein Archiv des Außenministeriums mit Lesesaal. Eine Möglichkeit der Suche nach französischen Zwangsarbeitern und Kriegsgefangenen bietet der Internationale Suchdienst in Arolsen ITS.

### Kinder aus der Nachkriegszeit
Die Suche der Besatzungskinder der Nachkriegszeit nach ihren Vätern stößt wegen ungenauer Angaben zur Person des Vaters, verschlossener Archive oder vernichteter Unterlagen oft an ihre Grenzen. Die Mehrzahl der Kinder wuchs vaterlos auf und findet keine Hinweise auf ihre biologischen Väter.

#### Suche nach Vätern aus Frankreich
Kinder von französischen Besatzungssoldaten mit deutschen Müttern in Deutschland nach dem Zweiten Weltkrieg wurden durch Befehl der französischen Kommandanturen durch französische Rechercheoffiziere ermittelt und in deutsche Kinderheime überführt. Von dort wurden ausgewählte gesunde und vorzugsweise weiße Kinder an französische, marokkanische und koreanische Adoptiveltern vermittelt. Dabei wurden Geburtsort, Geburtsdatum und Name durch französische Behörden geändert. Die Kinder wuchsen nun rein französischsprachig auf und wussten nichts mehr über ihre biologischen Väter, Mütter und ihre Herkunft. Etwa 1.000–1.500 Kinder wurden so nach Frankreich transferiert. Die Ursprungsdokumente gingen nach Frankreich. Falls die Besatzungskinder noch ihren Geburtsort oder den Heimnamen wissen, können auch in der dortigen Kirchengemeinde oder im Kinderheim noch Unterlagen vorhanden sein. Die nicht ausgewählten unterernährten und gesundheitlich eingeschränkten Kinder aus den deutschen Heimen wurden an ihre deutschen Mütter oder an deutsche Waisenheime zurückgegeben. Bei der Suche der Besatzungskinder nach den Wurzeln hilft auch der Verein Herzen ohne Grenzen (Coeurs sans Frontières).

#### Suche nach Vätern aus Kanada
Die Organisation Canadian Roots UK hilft Kriegskindern im Vereinigten Königreich bei der Suche nach ihrem kanadischen Vater. Umgekehrt hilft sie bei der Suche nach einem Kind, das ein kanadischer Soldat im Vereinigten Königreich während oder nach dem Zweiten Weltkrieg zeugte.

#### Suche nach Vätern aus der ehemaligen Sowjetunion
Der Verein Russenkinder e. V. gibt Auskunft darüber, wie die Väter aus der ehemaligen Sowjetunion gesucht werden können. Ebenso hilft er bei der Suche.

#### Suche nach Vätern aus den Vereinigten Staaten
Die Suche der Besatzungskinder von amerikanischen Besatzungssoldaten nach ihren leiblichen Vätern und deren Familien wird unter anderem durch die Organisation gitrace unterstützt.
Seit dem Jahr 2009 steht betroffenen, volljährigen Kindern auch der deutschlandweit tätige Verein GI Babies Germany e. V. mit Rat und Tat zur Seite.

## Psychologische Untersuchung und Hilfe
Psychologische Unterstützung bei der Therapie Kriegstraumatisierter und Hilfe bei der Familienzusammenführung durch Suchbitten im Internet bietet der Verein kriegskind.de e. V.
Im Rahmen einer Dissertation an der Universität Leipzig werden die psychologischen Folgen für die Besatzungskinder untersucht und anonymisiert veröffentlicht (Stand: 2013).

### Zweiter Weltkrieg
- Ute Baur-Timmerbrink: Wir Besatzungskinder. Töchter und Söhne alliierter Soldaten erzählen. Mit Beiträgen von Heide Glaesmer und Sabine Lee sowie einem Vorwort von Mechthild Rawert. Ch. Links, Berlin 2015, ISBN 978-3-86153-819-6. (Kurzinformation als PDF)
- Ebba D. Drolshagen: Nicht ungeschoren davonkommen. Das Schicksal der Frauen in den besetzten Ländern, die Wehrmachtssoldaten liebten. Hoffmann und Campe, Hamburg 1998, ISBN 3-455-11262-5.
- Ebba D. Drolshagen: Wehrmachtskinder. Auf der Suche nach dem nie gekannten Vater. Droemer, München 2005, ISBN 3-426-27357-8.
- Regina Mühlhäuser: „Diskriminiert, als sei es ein Negerbastard“. Der nationalsozialistische Blick auf die Kinder deutscher Soldaten und einheimischer Frauen in den besetzten Gebieten der Sowjetunion (1942–1945). In: WerkstattGeschichte. Nr. 51, 2009, S. 43–55 (pdf).
- Regina Mühlhäuser: Eroberungen. Sexuelle Gewalttaten und intime Beziehungen deutscher Soldaten in der Sowjetunion 1941–1945. Hamburger Edition, Hamburg 2010, ISBN 978-3-86854-220-2, S. 309–365.
- Silke Satjukow, Rainer Gries: „Bankerte!“ Besatzungskinder in Deutschland nach 1945. Campus Verlag, Frankfurt/New York 2015, ISBN 978-3-593-50286-1.
- Barbara Stelzl-Marx, Silke Satjukow (Hrsg.): Besatzungskinder. Die Nachkommen alliierter Soldaten in Österreich und Deutschland. Böhlau Verlag, Wien 2015, ISBN 978-3-205-79657-2.
- Alexandra Stiglmayer (Hrsg.): Massenvergewaltigung. Krieg gegen die Frauen (= Fischer 12175 Die Frau in der Gesellschaft). Lizenzausgabe. Fischer-Taschenbuch-Verlag, Frankfurt am Main 1993, ISBN 3-596-12175-2.
- Marc Widmann, Mary Wiltenburg: Kinder des Feindes. In: Der Spiegel, 22. Dezember 2006 (online-URL).

### Österreichische Besatzungskinder
- Ingrid Bauer, „Leiblicher Vater: Amerikaner (Neger)“ Besatzungskinder österreichisch-afroamerikanischer Herkunft. In: Früchte der Zeit. Afrika, Diaspora, Literatur und Migration, hg. v. Helmuth A. Niederle u. a., Wien: WUV Universitätsverlag 2001 (= Wiener Beiträge zur Ethnologie und Anthropologie, 10), ISBN 3-85114-518-6, S. 49–67.
- Barbara Stelzl-Marx, Silke Satjukow (Hrsg.): Besatzungskinder. Die Nachkommen alliierter Soldaten in Österreich und Deutschland (= Kriegsfolgen-Forschung. 7). Böhlau Wien, Wien 2014, ISBN 978-3-205-79657-2.
- Flavia Guerrini: Vom Feind ein Kind. Nachkommen alliierter Soldaten erzählen. Mandelbaum Verlag, Wien, 2022, ISBN 978385476-934-7

### Belgische Besatzungskinder
- Gerlinda Swillen: Koekoekskind. Door de vijand verwekt (1940–1945). Meulenhoff u. a., Amsterdam 2009, ISBN 978-90-8542-188-7 (niederländisch; Zeitzeugenberichte von 70 Besatzungskindern belgischer Frauen und deutscher Wehrmachtssoldaten).

### Französische Besatzungskinder
- Fabrice Virgili: La France „virile“. Des femmes tondues à la Libération (= Petite bibliothèque Payot. 502). Nouvelle édition. Payot & Rivages, Paris 2004, ISBN 2-228-89857-0 (französisch).
- Roberte Colonel: Où es-tu, maman? (= Corps. 16, Document). Éditions Grand Caractère, Paris 2005, ISBN 2-7444-0590-6 (französisch).
- Suzanne Lardreau: Orgueilleuse. Éditions Robert Laffont, Paris 2005, ISBN 2-221-10210-X (französisch).
- Jean-Paul Picaper, Ludwig Norz: Die Kinder der Schande. Das tragische Schicksal deutscher Besatzungskinder in Frankreich. Piper, München u. a. 2005, ISBN 3-492-04697-5.
- Gérard Lenorman: Je suis né à vingt ans. Calmann-Lévy, Paris 2007, ISBN 978-2-7021-3865-6 (französisch).
- Amicale Nationale des Enfants de la Guerre (Hrsg.): Des fleurs sur les cailloux. Les enfants de la Guerre se racontent. Editions Laurent Guillet, Limerzel 2010, ISBN 978-2-918588-01-6 (französisch; Zeitzeugenberichte: Benachteiligungen, Lebensverläufe, Suche nach dem Vater).
- Fabrice Virgili: Naître ennemi. Les enfants des couples franco-allemands nés pendant la Seconde Guerre Mondiale. Éditions Payot, Paris 2009, ISBN 978-2-228-90399-8 (französisch).
- Annette Hippen-Gondelle: Un seul jour, un seul mot. Le roman familial d'une enfant de Boche. L'Harmattan, Paris 2011, ISBN 978-2-296-56161-8 (französisch).
- François Pairault: Un amour allemand. Geste Éditions, La Crèche 2011, ISBN 978-2-84561-736-0 (französisch).
- Nadia Salmi: Des étoiles sombres dans le ciel. Récit. Oh! Éditions, Paris 2011, ISBN 978-2-36107-028-1 (französisch).

### Norwegische Besatzungskinder
- Eystein Eggen: Gutten fra Gimle. Et NS-barns beretning. Aschehoug, Oslo 1993, ISBN 82-03-26010-1 (norwegisch; Eystein Eggen: Le garçon de Gimle. französisch).
- Kåre Olsen: Krigens barn. De norske krigsbarna og deres mødre. Forum u. a., Oslo 1998, ISBN 82-03-29090-6 (norwegisch).
- Kåre Olsen: Vater: Deutscher. Das Schicksal der norwegischen Lebensbornkinder und ihrer Mütter von 1940 bis heute. Campus-Verlag, Frankfurt am Main u. a. 2002, ISBN 3-593-37002-6 (über Lebensbornkinder in Norwegen).
- Lars Borgersrud: Staten og krigsbarna. En historisk undersøkelse av statsmyndighetenes behandling av krigsbarna i de første etterkrigsårene. Institutt for Kulturstudier, Oslo 2004, ISBN 82-92298-03-7 (norwegisch).
- Dag Ellingsen: Krigsbarns levekår. En registerbasert undersøkelse (= Statistisk Sentralbyrå. Rapporter. 2004, 19). Statistisk Sentralbyrå, Oslo u. a. 2004, ISBN 82-537-6655-6 (norwegisch).
- Lars Borgersrud: Vi ville ikke ha dem. Statens behandling av de norske krigsbarna. Scandinavian Academic Press, Oslo 2005, ISBN 82-304-0014-8 (norwegisch).
- Kjersti Ericsson, Eva Simonsen: Krigsbarn i fredstid. 2. Auflage. Universitets-Forlaget, Oslo 2005, ISBN 82-15-00700-7 (norwegisch).
- Eva Simonsen: Into the open – or hidden away? The construction of war children as a social category in post-war Norway and Germany. In: NORDEUROPAforum. Heft 2, 2006, ISSN 0940-5585, S. 25–49 (englisch), (Digitalisat (PDF; 323 kB)).

### Amerikanische Besatzungskinder
- Maria Höhn: GIs and Fräuleins. The German-American Encounter in 1950s West Germany. University of North Carolina Press, Chapel Hill / London 2002, ISBN 0-8078-5375-5 (englisch).
- Ika Hügel-Marshall: Daheim Unterwegs. Ein deutsches Leben. Orlanda Frauenverlag, Berlin 1998, ISBN 3-929823-52-7 (Die Autobiographie eines „Besatzungskinds“, einer schwarzen deutschen Frau).
- Amalie Linde, Amalie Kønigsfeldt, Matilde Hørmand-Pallesen: Børneimporten. Et mørkt kapitel i fortællingen om udenlandsk adoption. Verlag des Kristeligt Dagblad, Kopenhagen 2013, ISBN 978-87-7467-136-7 (dänisch).
- Charlotte Wiedemann: Der Zwischenmensch. In: Frankfurter Rundschau, 31. Oktober 2003 (Rudi Richardson kam als Besatzungskind zur Welt, 2003 sitzt er nach 50 Jahren in den Vereinigten Staaten als „unerwünschter Ausländer“ in amerikanischer Abschiebehaft).

### Kanadische Besatzungskinder
- Olga Rains, Lloyd Rains, Melynda Jarratt: Voices of the Left Behind. Dundurn Group, Toronto 2006, ISBN 1-55002-585-6 (englisch).

### Sowjetische Besatzungskinder
- Winfried Behlau (Hrsg.): Distelblüten. Russenkinder in Deutschland. con-thor, Ganderkesee 2015, ISBN 978-3-944665-04-7.

## Zeitzeugenberichte im Film

### Kinder deutscher Wehrmachtssoldaten

#### Französische Besatzungskinder
- (fr) Enfants de Boches (in Deutsch: Kinder der deutschen Besatzer). Film von Christophe Weber et Olivier Truc, Sunset Press, France 3, 2003.
- Feindeskind. Mein Vater war ein deutscher Soldat. Film von Susanne Freitag und Claudia Döbber. Produktion des ZDF-Studios Paris, 2007. Gezeigt in: Phoenix am 2. Januar 2010, 14:00–14:45 Uhr, u. ö. (Wehrmachtsauskunftsstelle Berlin, Benachteiligung der Mütter und Kinder, französischer Verein „Amicale Nationale des Enfants de Guerre“ A.N.E.G., Familienzusammenführung der französischen und deutschen Geschwister).
- „Kinder der Schande.“ Wie Frankreichs Besatzungskinder um ihre Identität ringen. 3sat Kulturzeit, April 2006. Auch über das Buch von Josiane Kruger, Janine Stephan u. a.: Les embryons de guerre. Manuscrit, Paris 2006, ISBN 2-7481-8244-8 (frz.)[83]
- betrifft. Besatzungskinder. Gezeigt in: SWR/SR vom 2. Dezember 2009, 20:15–21:00 Uhr. Produktionsleitung John Dickbertel, SWR 2009. (Suche und Zusammentreffen von französisch/deutschen Geschwistern, die einen deutschen Besatzungssoldaten als Vater bzw. einen französischen Besatzungssoldaten als Vater haben. Interview mit der französischen Präsidentin des Vereins Kriegskinder.)
- Im Bett mit dem Feind – Liebe und Sex im Krieg. Produktion Frankreich 2010. Gezeigt in 3sat am 11. Januar 2013, 20:15–21:05. (200.000 Kinder deutscher Soldaten und französischer Frauen.)

#### Niederländische Besatzungskinder
- Liebe unerwünscht. 3-teiliger Dokumentationsfilm. 2. Das Meisje und der deutsche Soldat. Gezeigt in: Phoenix am 27. Februar 2010, von 20:15–21:00 Uhr (Thema: heimliche Liebesbeziehungen zwischen deutschen Wehrmachtssoldaten in den Niederlanden und Niederländerinnen; Kinder).

### Kinder Alliierter Soldaten

#### Kinder der Alliierten
- Das Schicksal der Besatzungskinder mit Ute Baur-Timmerbrink und Margot Jung. In: RBB Stilbruch, gesendet am 16. April 2015, 22:15 Uhr (aufgerufen am 13. Mai 2015)
- Besatzungskinder - Besatzungskinder: Zwischen Ächtung und Identitätssuche vom 15.05.2015. In: tvthek.orf.at. 15. Mai 2015.
- Hello Fräulein. Gezeigt in: Phoenix am 11. August 2012, von 20:15–21:00 Uhr (Dokumentation über Beziehungen deutscher Frauen im Nachkriegsdeutschland mit sowjetischen, amerikanischen, französischen Soldaten; Kinder)

#### Amerikanische Besatzungskinder
- Brown Babies. Eine ewige Suche. Film von Michaela Kirst, WDR 2011. Gezeigt in: arte vom 14. September 2011, 20:15–21:05 Uhr. BR, WR und arte 2011. (Dunkelhäutige Besatzungskinder, Adoptionen).

#### Französische Besatzungskinder
- Frankreichs deutsche Kinder. Gezeigt in: ARTE, 18. Januar 2022, 21:50–22:45, Frankreich 2021. (Repatriierung von Kindern französischer Besatzungssoldaten mit deutschen Frauen von Deutschland nach Frankreich)